# Установки дегідрогенізації в Тольятті
Установки дегідрогенізації в Тольятті – складові нафтохімічного майданчику в Самарській область, які здійснюють чи здійснювали дегідрогенізацію зріджених вуглеводневих газів (ЗВГ).

## Дегідрогенізація бутану та виробництво бутадієну
В 1961-му завод у Тольятті почав випуск бутадієнового каучуку на основі привозної сировини. В подальшому він отримав власне виробництво бутадієну за технологією двостадійної дегідрогенізації, коли спершу бутан конвертували у олефіни – н-бутени, які в свою чергу перетворювали на цільовий діолефін. 
Через низьку рентабельність напрямок дегідрогенізації бутану довелось зупинити ще до 1980-х. Втім, з 1978-го почала роботу установка фракціонування привозної піролізної фракції С4 потужністю по бутадієну 60 тисяч тон на рік. В 2005-му ввели в дію резервний блок екстрактивної дистиляції бутадієну такою саме потужністю 60 тисяч тон.
Оскільки піролізна фракція С4 також містить ізобутилен, в подальшому організували виробництво високооктанової паливної присадки — метилтретинного бутилового етеру (МТБЕ, отримують з ізобутилену та метанолу) – потужністю 80 тисяч тон на рік.

## Дегідрогенізація ізопентану
В 1968-му запустили виробництво ізопренового каучуку. Відомо, що в Тольятті використовували технологію двостадійної дегідрогенізації ізопентану із отриманням ізопрену. Втім, і в цьому випадку у підсумку перейшли на іншу методику продукування цільового продукту.

## Дегідрогенізація ізобутану
Шляхом дегідрогенізації ізобутану отримують ізобутан-ізобутиленову фракцію, яка далі спрямовується на виробництво ізопрену шляхом реакції з формальдегідом (реакція Прінса) та на виробництво бутилкаучуку. Також отриманий за цим напрямком ізобутилен можуть використовувати для виробництва МТБЕ з потужністю 120 тисяч тон на рік.
Потужність майданчику по ізобутан-ізобутиленової фракції становить 165 тисяч тон на рік, при цьому в 2017-му змогли досягнути рекордного фактичного випуску у 141 тисячу тон. Річна проектна потужність по ізопрену становить 90 тисяч тон.

## Сировина для дегідрогенізації
Постачальником бутану та ізобутану може виступати запущений в сусідньому Новокуйбишевську комплекс фракціонування зріджених вуглеводневих газів, який ввели в дію у 1963 році.
З 1969-го в тому ж Новокуйбишевську діє виробництво ізопентану, для чого використовують технологію ізомеризації.